# Branco Ampuero
Erwin Branco Ampuero Vera (Puerto Montt, 19 de julho de 1993) é um futebolista chileno que atua como zagueiro pelo Universidad Católica.

## Carreira
Nascido em Puerto Montt. Joga como zagueiro, formado nas categorias de base da  Puerto Montt. Estreou pela Puerto Montt em 2010 em partida válida pelo Campeonato Chileno. Em 2014, ele foi apresentado como um novo reforço da Antofagasta e logo o emprestou ao Universidad Católica, mais tarde, celebrou a Campeonato Chileno de Futebol de 2018. Em 2018, Ampuero voltou de seu empréstimo para Antofagasta.
No início de 2020, seu retorno à Universidad Católica, foi confirmado após quase 2 anos, e conquistou da Supercopa do Chile 2020, da Supercopa da Chile 2021, e a Campeonato Chileno de Futebol de 2021.

## Seleção Nacional
Foi convocado pela primeira vez para defender a seleção principal do Chile em a torneo amistoso China Cup 2017. Estreou pela Seleção Chilena principal em 2 de janeiro de 2017 em partida contra a Islandia.

## Títulos
Deportes Puerto Montt
- Segunda División Profesional do Chile: 2014

Universidad Católica
- Campeonato Chileno: 2018, 2021
- Supercopa do Chile: 2020, 2021